# Limatula saturna
Limatula saturna är en musselart som beskrevs av Bernard 1978. Limatula saturna ingår i släktet Limatula och familjen filmusslor. Inga underarter finns listade i Catalogue of Life.